# John George Diefenbaker
John George Diefenbaker (18 de setembre de 1895 - 16 d'agost de 1979) va ser el tretzè primer ministre del Canadà. Va exercir el seu mandat durant el període 1957 - 1963.
Diefenbaker va ser conegut per diversos sobrenoms durant la seva carrera, J.G.D. (els seus inicials) i el líder (un sobrenom pel qual va seguir sent conegut fins i tot després que va deixar el càrrec de primer ministre), però afectuosament com “Dief el cap”, (o simplement “el cap”).